# Sybok
Sybok è un personaggio immaginario del franchise fantascientifico di Star Trek, e il fratellastro di S'chn T'gai Spock, poiché figlio dell'ambasciatore Vulcaniano Sarek, ma non della seconda moglie umana Amanda Grayson, bensì della di lui precedente moglie, una principessa Vulcaniana. Appare per la prima volta come antagonista secondario e antieroe nel film Star Trek V - L'ultima frontiera (1989), dove viene interpretato da Laurence Luckinbill, e nella serie televisiva Star Trek: Strange New Worlds (2022), oltre che in libri e videogiochi del franchise.

## Biografia del personaggio
Sybok è il primo figlio dell'ambasciatore vulcaniano Sarek e di una non meglio nota principessa vulcaniana, quindi fratellastro di Spock (la cui madre è invece l'umana Amanda Grayson), con cui trascorre la maggior parte dell'infanzia.
Studente di eccezionale intelligenza, Sybok abbraccia idee rivoluzionarie e proibite dal credo vulcaniano, rifiutando la pura logica a cui preferisce l'equilibrio di logica ed emozioni, così come facevano gli antichi vulcaniani, divenendo un V'tosh ka'tur. Nel 2259 è recluso in un centro di riabilitazione vulcaniano in cui lavora T'Pring, fidanzata di Spock. In data stellare 1997.9 la dottoressa Aspen, un'ex consigliera della Flotta Stellare, il cui vero nome è Angel e che in realtà si rivela essere la moglie di Sybock, mette in atto un piano per impossessarsi della nave stellare USS Enterprise NCC-1701, comandata dal capitano Christopher Pike, così da poter trattare la liberazione del marito.
In seguito Sybok viene allontanato dal pianeta natale. In questo periodo ha delle visioni di quello che lui identifica in "Dio", che lo invita a raggiungerlo nella mitologica Sha Ka Ree, che egli identifica in un pianeta situato al centro della galassia, oltre la Grande Barriera. Nel 2287 la volontà di raggiungere Sha Ka Ree lo conducono a Paradise City su Nimbus III, una colonia penale della Federazione su cui fa proseliti. Il gruppo richiama l'attenzione della Federazione che vi invia la nave stellare USS Enterprise NCC-1701-A, capitanata da James T. Kirk. Sybok e i suoi seguaci si impradoniscono dell'astronave e la conducono oltre la Grande Barriera, incontrando quello che lui crede essere "Dio", ma che si scopre essere un'entità oscura e malvagia imprigionata sul pianeta, che desidera solo fuggire approfittandosi dell'Enterprise. Sybok, nel tentativo di salvare l'equipaggio della nave della Federazione, sacrifica sé stesso combattendo contro il Dio di Sha Ka Ree, pentendosi dalle sue assurde ambizioni.

## Sviluppo
L'attore Laurence Luckinbill viene scelto per la parte di Sybock, fratellastro di Spock, poiché figlio di Sarek, ma non di Amanda, bensì della precedente moglie dell'ambasciatore Vulcaniano, nel film diretto da William Shatner (il capitano Kirk, nella serie classica), Star Trek V - L'ultima frontiera (Star Trek V: The Final Frontier). Per la parte era stato inizialmente contattato Sean Connery, ma all'epoca si trovava impegnato nella produzione di Indiana Jones e l'ultima crociata (Indiana Jones and the Last Crusade, 1989), diretto da Steven Spielberg. William Shatner scoprì l'attore per caso, facendo zapping una sera e vedendolo interpretare Lyndon B. Johnson nel film per la televisione omonimo del 1987. Quando Shatner lo ha contattato per offrirgli il ruolo, Luckinbill ha accettato immediatamente.

## Interpreti

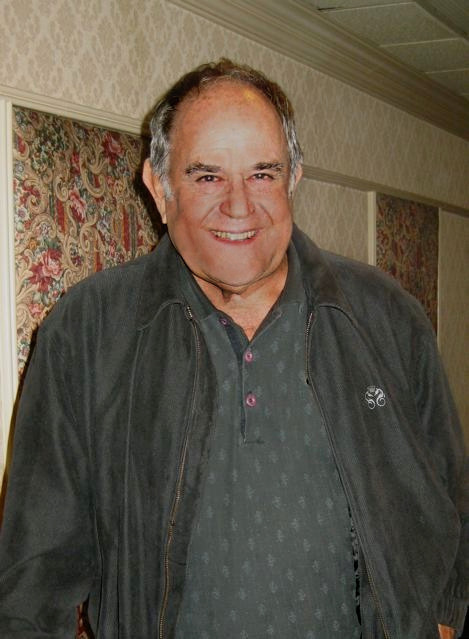
Laurence Luckinbill, interprete di Sybok in Star Trek V

Nel film del 1989 Star Trek V - L'ultima frontiera (Star Trek V: The Final Frontier, 1989), diretto da William Shatner, primo e più noto interprete del capitano James T. Kirk, Sybok viene interpretato dall'attore statunitense Laurence Luckinbill, già conosciuto in particolare per aver interpretato Hank nel film del 1970 diretto da William Friedkin, Festa per il compleanno del caro amico Harold, prima trasposizione cinematografica della pièce di Mart Crowley The Boys in the Band del 1968. Nel doppiaggio in italiano del film Star Trek V, la voce al personaggio di Sybok è data da Alessandro Rossi.

## Filmografia
- Star Trek V - L'ultima frontiera (Star Trek V: The Final Frontier), regia di William Shatner (1989)
- Star Trek: Strange New Worlds - serie TV, episodio 1x07 (2022)

## Pubblicazioni

### Romanzi
- (EN) J.M. Dillard e William Shatner, Star Trek V: The Final Frontier, New York, Pocket Books, 1989, ISBN 0671680080.